# پل ملک

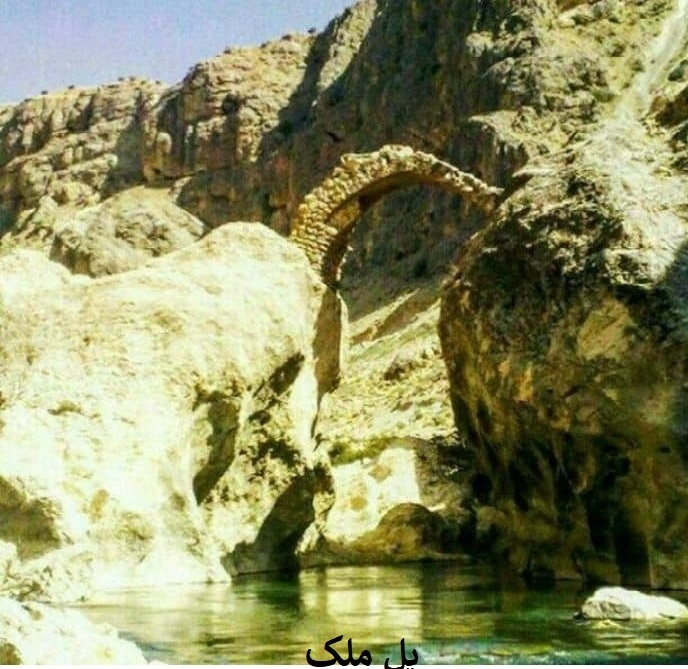
بقایای پل ملک اواخر دهه هشتاد

پل ملک یا پل حاج سلطان سرموری بر روی رود خروشان کارون در منطقه روَر بخش مرکزی اردل چهار محال بختیاری در دره‌های منتهی به پیچ‌های خطرناک و رانشی جاده پر تردد پل ملک واقع شده است پل ملک پلی باستانی در مسیر گذرگاه دزپارت بوده که متاسفانه فقط مقداری از پایه‌های ساروجی از آن بجا مانده است و سالها مردم محلی(رویگر ، چهاربنیچه و دیناران) و عشایر استان و مسافران که قصد عزیمت به خوزستان از این مسیر ویران شده را داشتند بایستی از طریق کلک با خطرات و قربانی‌های فراوان می گذشتند این وضعیت اسفبار ادامه داشت تا سال 1340 خورشیدی که یکی از بزرگان بنام و کلانتران خیرخواه ایل بختیاری بنام حاج سلطان احمدی سرموری روَگری این پل را با پشتکار و مشقتهای فراوان بر روی ستون‌های باستانی پل در بین دو پرتگاه نزدیک بهم که کل حجم رود کارون از آنجا می گذرد بازسازی کرده اند ولی متاسفانه در برنامه‌ای ناقص ضد ملی سد بهشت آباد این پل تاریخی را تا حد زیادی ویران کرده اند. امروزه پل ملک به مقصد جذابی برای تفریح و سرگرمی گردشگران از جای جای استان و سایر استانها بدلیل مناطق بکر و رشته چشمه‌های متعددی بنام چشمه‌های خضرزنده در مجاورت پل به‌خصوص در فصل بهار و تابستان ، گردیده است